# Világhíres festők
A Világhíres festők 21. századi művészettörténeti könyvsorozat. Az eredeti kiadót és szerzőket a könyvtári katalógusok nem tüntetik fel. Magyar nyelven a Kossuth Kiadó adta ki 2010-2011-ben a Metropol napilap támogatásával. A sorozat legtöbb könyve megjelent korábban kisebb formátumban, eltérő borítóval a Kossuth kiadóhoz kapcsolódó Ventus Libro kiadónál is.

## Kötetei
A könyvtári katalógusokban az egyes könyvek címe a belső borítón található teljes név, a webáruházakban viszont a külső borítón található családnevet tüntetik fel címként.
- 1. Sandro Botticelli. Ford. Bárdos Miklós
- 2. Vincent van Gogh. Ford. Szabó Mária
- 3. Leonardo da Vinci. Ford. Bárdos Miklós
- 4. Paul Gauguin. Ford. Szabó Mária
- 5. Auguste Renoir. Ford. Szabó Mária
- 6. Gustav Klimt. Ford. Bárdos Miklós
- 7. J. M. William Turner. Ford. Szabó Mária].
- 8. Claude Monet. Ford. Szabó Mária
- 9. El Greco. Ford. Bárdos Miklós
- 10. Paul Cezanne. Ford. Szabó Mária
- 11. Pablo Picasso. Ford. Szabó Mária
- 12. Amedeo Modigliani. Ford. Danka Sándor
- 13. Henri Matisse. Ford. Bárdos Miklós
- 14. Albrecht Dürer. Ford. Bárdos Miklós
- 15. Salvador Dalí. Ford. Szabó Mária
- 16. Edgar Degas.
- 17. Peter Paul Rubens. Ford. Bárdos Miklós
- 18. Hieronymus Bosch. Ford. Danka Sándor
- 19. Francisco Goya. Ford. Medgyesy Zsófia
- 20. Vaszilij Kandinszkij. Ford. Szabó Mária
- 21. Rembrandt. Ford. Medgyesy Zsófia
- 22. Marc Chagall. Ford. Szabó Mária
- 23. Diego Velázquez. Ford. Bárdos Miklós
- 24. Joan Miró. Ford. Bárdos Miklós
- 25. Toulouse-Lautrec. Ford. Bárdos Miklós
- 26. Michelangelo. Ford. Bárdos Miklós